# Superleder
En superleder (tidligere supraleder) er en elektrisk leder af stof, som har en elektrisk modstand på 0 Ω. Superledning kan opfattes som en faseovergang fra at være en almindelig leder til at være en superleder under den kritiske temperatur, som er en materialekonstant. Under denne temperatur vil alle valenselektroner danne Cooper-par hvor de tilsammen antager heltallig spin og kan opføre sig som bosoner. De behøver således ikke at adlyde Paulis udelukkelsesprincip og kan alle antage den samme kvantetilstand. De vil under den kritiske temperatur, hvor entropien kun har lille indflydelse, kunne bevæge sig ned i en ny grundtilstand, Cooper-grundtilstand, med en lavere energi end den normale grundtilstand.
En superleder har også Meissnereffekt, det vil sige den magnetiske susceptibilitet er -1, altså at superlederen har samme egenskaber som en perfekt diamagnet.
For at opnå den superledende tilstand skal lederen nedkøles til omkring -270 °C afhængig af materialet.

## P-bølger
Grafen og praseodym cerium kobberoxid (PCCO) udgør en superleder ved højere temperatur. 

## Anvendelser
Et eksempel på anvendelse er til en maglevtogbane med superledende skiver på toget. Efter at skiverne (toget) er sat i gang fortsætter det fremad med næsten konstant fart på en vandret magnetbane. Dog bremses toget af luftmodstanden.

## Liste over superledere
| Navn           | Temperatur            | Tryk      | Opdager                | År   |
| -------------- | --------------------- | --------- | ---------------------- | ---- |
| Kviksølv, Hg   | -269 °C (4,15 K)      |           | Heike Kamerlingh Onnes | 1911 |
| HgBaCaCuO      | -113 °C (160,15 K)    | 90000 atm |                        |      |
| Buckyball, C60 | -255,15 °C (18 K)     |           |                        | 1996 |
| C60 og CCl4    | -193,15 °C(80 K)      |           |                        |      |
| C60 og CBr4    | -156,15 °C (117 K)    |           |                        |      |
| MgB2           | -234 °C (39,15 K)     |           |                        | 2001 |
| Gadolinium, Gd | -272,067 °C (1,083 K) |           |                        |      |

### Fodnoter
1. ↑  Graphene's superconductive power has finally been unlocked, and it's crazier than we expected. ScienceAlert 2017
2. ↑  Researchers Have Used PCCO to Unleash the Superconductivity of Graphene
3. ↑  Youtube.com: FW-Dresden Superconducting levitation train – En legetøjs maglev-bane med superledende tog.
4. ↑  How that Lexus hoverboard actually works. Wired Science
5. ↑  Youtube.com: The Awesome Levitating Train – hvordan det virker.
6. ↑  Youtube.com: Superconductor in houlahopp ring
7. 1 2 3  http://www.sdu.dk/Nat/Chem/kemi_net/LostFast/C60.html Arkiveret 1. oktober 2006 hos  Wayback Machine C60 som superleder
8. ↑  http://www.risoe.dk/rispubl/risnyt/risnytpdf/ris0103/risnyt_1_2003s17-19.pdf Arkiveret 16. april 2007 hos  Wayback Machine RisøNyt N°1 2003